# شرکت بیمه عمر نیویورک

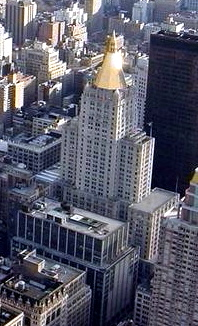
ساختمان مرکزی شرکت بیمه عمر نیویورک در شهر نیویورک، معمار: کاس گیلبرت

شرکت بیمه عمر نیویورک (به انگلیسی: New York Life Insurance Company) شرکت خدمات مالی آمریکایی است، که به‌عنوان بزرگترین شرکت بیمه عمر ایالات متحده به‌شمار می‌آید. این شرکت در زمینه ارائه انواع خدمات بیمه، بیمه عمر، مدیریت دارایی، مزایای بازنشستگی و مدیریت بر صندوق‌های سرمایه‌گذاری مشترک فعالیت می‌کند.
شرکت بیمه عمر نیویورک در سال ۱۸۴۵ با سرمایه اولیه ۱۷ هزار دلار در شهر نیویورک و تحت نام شرکت بیمه ناوتیلاس تأسیس شد و در سال ۱۹۴۹ به شرکت بیمه عمر نیویورک تغییر نام داد. امروزه سرمایه تحت مدیریت این شرکت بالغ بر ۳۸۱ میلیارد دلار برآورد می‌شود.
دفتر مرکزی این شرکت در شهر نیویورک، ایالات متحده آمریکا قرار دارد. شرکت بیمه عمر نیویورک در سال ۲۰۱۳ در فهرست فورچون جهانی ۵۰۰ در رتبه ۸۹ از بزرگترین شرکت‌های جهان قرار داشت.